# يوكي يامازاكي
يوكي يامازاكي (باليابانية: 山崎 侑輝) (21 أبريل 1990 في أداتشي في اليابان – )؛ هو لاعب كرة قدم ياباني سابق كان يلعب كلاعب وسط.

## وصلات خارجية
- يوكي يامازاكي على موقع رابطة كرة القدم اليابانية للمحترفين (اليابانية)
- يوكي يامازاكي على موقع قاعدة بيانات كرة القدم.إي يو (الإنجليزية)
- يوكي يامازاكي على موقع Soccerway.com (الإنجليزية)